# Луций Каниний Галл (консул 37 года до н. э.)
Лу́ций Кани́ний Галл (лат. Lucius Caninius Gallus; I век до н. э.) — римский политический деятель из плебейского рода Каниниев, консул 37 года до н. э. Сын одного из народных трибунов 56 года до н. э. того же имени. В соответствии с Корнелиевым законом Луций-младший должен был не позже 40 года до н. э. занимать должность претора. Консулом он был вместе с Марком Випсанием Агриппой; позже вместо Галла был назначен консул-суффект, Тит Статилий Тавр.
Консул-суффект 2 года до н. э. того же имени был сыном или внуком Луция Каниния.